# Antyrządowe protesty w Rumunii (2017)
Antyrządowe protesty w Rumunii – kilkutygodniowe protesty rozpoczęte 18 stycznia 2017. Przyczyną była zapowiedź wprowadzenia przez Partię Socjaldemokratyczną zmian w kodeksie karnym, które miały znieść kary za niektóre przestępstwa korupcyjne. Według nowego prawa przestępstwo urzędnicze miało być ścigane z urzędu tylko wtedy, gdy szkody poniesione przez skarb państwa wyniosły co najmniej 200 tys. lejów, a także ogłoszenie projektu o prawie łaski dla 2,5 tys. więźniów skazanych za przestępstwa korupcyjne.
Proponowanej ustawie przeciwstawił się prezydent Rumunii Klaus Iohannis, który zaskarżył ją do Trybunału Konstytucyjnego. Pod koniec stycznia Iohannis brał udział w protestach, za co został skrytykowany przez premiera Rumunii Sorina Grindeanu.
Protesty przeciwko zmianom w kodeksie karnym był największym protestem w historii Rumunii od 1989.

## Przebieg
18 stycznia 2017 rząd Sorina Grindeanu ogłosił projekt wprowadzający amnestię dla osób skazanych na kary poniżej pięciu lat więzienia z wyjątkiem skazanych za przestępstwa seksualne, korupcję i przemoc. Według rządu prawo łaski objęłoby 2,5 tys. osób, a według władz więziennych 3,7 tys.. Projekt ustawy o amnestii trafił do parlamentu 31 stycznia. 31 stycznia wydano w trybie pilnym rozporządzenie przewidujące, że przestępstwo urzędnicze miało być ścigane z urzędu tylko wtedy, gdy szkody poniesione przez skarb państwa wyniosły co najmniej 200 tys. lejów.
Pierwsze protesty przeciwko zmianom w prawie odbyły się 18 stycznia. W Bukareszcie w manifestacji wzięło udział 4 tys. osób. Mniejsze protesty odbyły się w innych miastach. 22 stycznia w Bukareszcie i w innych miastach odbyły się kolejne protesty. W stolicy na Placu Uniwersyteckim w Bukareszcie zgromadziło się 10 tys. osób.
1 lutego w protestach w Bukareszcie wzięło udział 100 tys. osób. Protest początkowo przebiegał w pokojowej atmosferze, jednak w nocy przerodził się w zamieszki. Protestujący zajęli cały plac przed siedzibą rządu oraz blokowali stacje metra. Podczas manifestacji pseudokibice rzucali w stronę policji kamieniami i bombami dymnymi. W odwecie zatrzymano najagresywniejsze osoby. Budynki rządowe otoczyły kordony policji. Dwóch funkcjonariuszy i dwóch protestujących odniosło obrażenia. 1 lutego manifestacje odbywały się także w Braszowie, Klużu-Napoce, Sybinie i Timișoarze.
2 lutego rząd zdecydował się skierowanie pod obrady parlamentu projektu ustawy o prawie łaski, która zakładała ogłoszenie amnestii dla 2,5 tys. osób, którzy odbywali kary więzienia do 5 lat oraz skrócenie wyroków dla innych skazanych na karę pozbawienia wolności do lat 5. W protestach 2 lutego wzięło udział ok. 100 tys. osób w Bukareszcie, ok. 20 tys. w Klużu-Napoce, ok. 15 tys. w Timișoarze oraz ok. 10 tys. w Sybinie. Manifestację przeciwko rządowi odbyły się także w mniejszych miejscowościach. Tego samego dnia pod wpływem protestów podał się do dymisji minister ds. przedsiębiorczości, handlu i kontaktów ze środowiskiem biznesu Florian Nicolae Jianu.
5 lutego pod wpływem demonstracji i opinii międzynarodowej rząd wycofał się z proponowanych zmian. W wieczornym wystąpieniu telewizyjnym premier Rumunii Sorin Grindeanu wykluczył jednak podanie rządu do dymisji. Pomimo wycofania się z proponowanych zmian w kodeksie karnym protestujący nie przerwali swojej akcji i domagali się dymisji rządu.
8 lutego odbyło się głosowanie nad wotum nieufności dla rządu Sorina Grindeanu. Ostatecznie Grindeanu zachował swoje stanowisko. 9 lutego do dymisji podał się minister sprawiedliwości Florin Iordache. 23 lutego nowym ministrem sprawiedliwości został Tudorel Toader.
13 lutego prezydent Klaus Iohannis zaproponował rozpisanie referendum w sprawie poparcia dla reform. 14 lutego Senat Rumunii odrzucił rozporządzenie łagodzące kary za korupcję.
25 lutego w Târgoviște odbył się marsz poparcia dla rządu Grindeanu. 27 lutego na ulicach Bukaresztu protestujący domagali się dymisji rządu. Uczestnicy manifestacji ustawili się w kształt flagi Unii Europejskiej.

## Reakcje międzynarodowe
Proponowane zmiany w prawie skrytykowali szef Komisji Europejskiej Jean-Claude Juncker i wiceszef Komisji Europejskiej Frans Timmermans. Niezadowolenie wyrazili także ambasadorowie Belgii, Francji, Holandii, Kanady, Niemiec i Stanów Zjednoczonych, którzy wydali wspólne oświadczenie.